# Семиз-Кель
Семиз-Кель (кирг. Семиз-Көл) — село в Узгенском районе Ошской области Кыргызстана. Входит в состав Ак-Джарского аильного округа. Код СОАТЕ — 41706  255 804 03 0

## Население
По данным переписи 2023 года, в селе проживало 1 211 человек.